# Rigaud de Asserio
Rigaud de Asserio (auch Rigaud d’Asserio) (* um 1290 in Assier; † 12. April 1323 in Avignon) war ein aus Frankreich stammender Geistlicher. Ab 1319 war er Bischof der englischen Diözese Winchester.

## Herkunft, Studium und Entsendung nach England
Rigaud de Asserio stammte aus einer alten französischen Familie aus dem südfranzösischen Assier. Vermutlich studierte er in Paris, wo er den Grad eines Doktors des Römischen Rechts erlangte. Der fähige junge Mann gewann die Aufmerksamkeit des neu gewählten Papstes Johannes XXII., der selber aus dem nahe bei Assier liegenden Cahors stammte. Der Papst verschaffte Rigaud noch 1316 eine Pfründe als Kanoniker an der Kathedrale von Orléans und ernannte ihn zum Auditor Camerae. 1317 wurde er als päpstlicher Nuntius nach England gesandt, um dort den Peterspfennig zu erheben. Dazu sollte er in England, Schottland, Wales und Irland die Erhebung anderer, dem Papst zustehender Gebühren überprüfen. Gegen seine Zahlungsaufforderungen wehrten sich sowohl der englische Klerus wie auch der Adel, die sich während des Parlaments von York 1318 über ihn beschwerten. Da die Rigaud vom Papst übertragenden Vollmachten nicht genau begrenzt waren, wandte sich König Eduard II. an den Papst, um den Umfang dieser Vollmachten zu erfahren. Schließlich einigten sich der König und der Papst, da von dem von Rigaud eingetriebenen Geld nur ein kleiner Teil an den päpstlichen Hof nach Avignon gesandt wurde, während der Großteil dem englischen König bzw. dessen Gläubigern zugestanden wurde.

## Bischof von Winchester

### Ernennung zum Bischof
Im Juni 1317 erhielt Rigaud eine Pfründe an der St Paul’s Cathedral in London. Noch im selben Jahr wurde er zum Päpstlichen Kaplan ernannt. Im Mai 1319 erhielt er eine weitere Pfründe an der Kathedrale von Salisbury, daneben erhielt er vom Papst weitere Pfründen in Frankreich, darunter das Amt des Schulmeisters in Orléans. Die Übertragung dieses Amtes war offenbar eine Aufforderung des Papstes, nach Frankreich zurückzukehren. Als jedoch 2. November 1319 John Sandale, Bischof von Winchester starb, entschied sich der Papst am 26. November, Rigaud zum neuen Bischof der Diözese Winchester zu ernennen. Am 12. Dezember entband ihn der Papst von der Pflicht, zur Bischofsweihe zum Papsthof zu kommen und erlaubte ihm, sich von einem Bischof seiner Wahl weihen zu lassen. Am 16. April 1320 wurden Rigaud die Temporalien der Diözese übergeben, am 20. September wurde er zum Priester und schließlich am 17. November in St Albans Abbey von Bischof Stephen Gravesend von London zum Bischof geweiht.

### Wirken als Bischof
Papst Johannes XXII. hatte offenbar gehofft, dass Rigaud als mäßigender Ratgeber für König Eduard II. dienen würde, der sich in einem schweren Konflikt mit einer Adelsopposition befand. Im Juli 1320 bat der Papst Rigaud, der immer noch nicht geweiht war, so rasch wie möglich nach Avignon zurückzukehren, um dort über die Lage in England zu beraten. Rigaud blieb jedoch in der Nähe von London, und im August 1320 ermahnte ihn der Papst, im Konflikt zwischen dem König und Thomas of Lancaster, dem Führer der Adelsopposition zu vermitteln. Im Januar 1321 sandte ihn Eduard II. nach Schottland, wo er versuchen sollte, einen Frieden mit dem schottischen König Robert Bruce auszuhandeln. Für die Zeit seiner Abwesenheit hatte Rigaud seinen Bruder Gerald de Asserio zum Generalvikar seiner Diözese ernannt. Rigauds Verhandlungen in Schottland blieben erfolglos, so dass er nach drei Monaten wieder zurückkehrte. Erst nach seiner Rückkehr wurde er am 7. Juni 1321 in der Kathedrale von Winchester inthronisiert. Während seiner kurzen Amtszeit hielt sich Rigaud meistens in den bischöflichen Palästen Winchester Palace in Southwark und in Farnham auf. Nur gelegentlich reiste er weiter in seine Diözese, wobei er außer Winchester vermutlich nur Bishop’s Waltham besuchte. Da nach der Vakanz nach dem Tod von Bischof Sandale die königlichen Verwalter umfangreiche Geldsummen aus den Kassen der Diözese in die königliche Kasse übertragen hatten, verfügte Rigaud trotz seiner eigentlich reichen Diözese nur über geringe Mittel, zumal England weiterhin unter den Folgen einer Hungersnot litt.

## Tod in Avignon
Im Dezember 1321 ernannte der König Rigaud zum Leiter einer Gesandtschaft, die am 18. Januar 1322 zum päpstlichen Hof nach Avignon aufbrach. Rigaud hatte nicht mehr zwischen dem König und Lancaster vermitteln können, der schließlich zur offenen Rebellion gegen den König übergegangen war. Diese wurde im Frühjahr 1322 blutig niedergeschlagen. Zu seinem Vertreter in der Diözese Winchester hatte Rigaud wieder seinen Bruder Gerald ernannt. Rigaud blieb in Avignon und kehrte bis zu seinem frühen Tod nicht mehr nach England zurück. Er wurde in Avignon begraben. Neben seinem Bruder Gerald war auch sein Neffe Bertrand de Asserio ihm nach England gefolgt. Auch ihm übertrug Rigaud mehrere Ämter, unter anderem das Amt des Master des Hospital of St Cross bei Winchester. 